# Абрамов Юрій Петрович
Юрі́й Петро́вич Абра́мов (24 вересня 1960 , Липецьк ) — радянський і російський футболіст, нападник, захисник. Суддя республіканської категорії.

## Біографія
Вихованець групи підготовки при команді «Металург» Липецьк, тренер Н. Паршин. Більшу частину кар'єри провів у другій лізі у складі липецької команди (1977—1979, 1980—1982, 1984—1990). Починав кар'єру нападником, потім перейшов на захисника.
1980 року перейшов до команди вищої ліги «Кубань» Краснодар, але провів лише вісім матчів за дубль. Армійську службу проходив у 1982—1983 роках у команді першої ліги «Іскра» Смоленськ. Завершував кар'єру в «Уралані» Еліста (1990—1991 — друга нижча ліга СРСР; 1992 — три матчі у першій лізі Росії).
У 1992 році став працювати слюсарем на НЛМК, потім — в облгазі. У 2002—2004 адміністратор «Металурга-2» у першості КФК. Після цього почав працювати у липецькій філії ТОВ «Мілопласт» у службі безпеки.
Працював суддею на матчах першості КФК (1995—1999).